# Sciophila subbicuspidata
Sciophila subbicuspidata är en tvåvingeart som beskrevs av Zaitzev och Okland 1994. Sciophila subbicuspidata ingår i släktet Sciophila och familjen svampmyggor.
Artens utbredningsområde är Norge. Arten är reproducerande i Sverige. Inga underarter finns listade i Catalogue of Life.